# Marek Koszowski
Marek Koszowski (ur. 9 marca 1969) – były polski hokeista, reprezentant Polski.

## Kariera
- GKS Katowice (1986–1987)
- Naprzód Janów (1990–1996)
- Podhale Nowy Targ (1996–1997)
- Naprzód Janów (1997–1998)
- GKS Katowice (1998-2002)
- GKS Tychy (2002-2004)
- Naprzód Janów (2004-2009)
  -  Zagłębie Sosnowiec (2006)[1]

Występował w klubach śląskich oraz Podhalu. Zakończył karierę po sezonie 2008/2009 w wieku 40 lat.
W barwach reprezentacji Polski do lat 18 uczestniczył w turnieju mistrzostw Europy w 1987. W seniorskiej kadrzej uczestniczył w turniejach mistrzostw świata 1992 (Grupa A), 1997, (Grupa B).
Po zakończeniu czynnej kariery zawodniczej pracował jako trener w Naprzodzie Janów.

## Sukcesy
Klubowe
- Srebrny medal mistrzostw Polski: 1992 z Naprzodem Janów, 2001, 2002 z GKS Katowice
- Złoty medal mistrzostw Polski: 1997 z Podhalem Nowy Targ
- Brązowy medal mistrzostw Polski: 1998[7], 2004 z GKS Tychy